# Слайго Роверз
Сла́йго Ро́верз (англ. Sligo Rovers F.C., ірл. Cumann Peile Ruagairí Shligigh) — ірландський футбольний клуб зі Слайго. Клуб є кооперативною власністю міської громади Слайго.

## Історія
Слайго Роверз було засновано 17 вересня 1928 року внаслідок злиття двох молодіжних команд — «Слайго Таун» (Sligo Town) та «Слайго Блюз» (Sligo Blues). В першому матчі, що відбувся того ж таки 17 вересня 1928 року, команда перемогла 9:1 «Беллішенон» (Ballyshannon). Клуб здобув право участі в лізі Ірландії (League of Ireland) 1934 року. В той час «Слайго Роверз» виступали в біло-червоних футболках та червоних трусах (вдома) або в повністю білій формі (на виїзді). 
В часи Другої світової війни контакт із клубом підписав Білл «Діксі» Дін — колишній гравець «Евертона», легенда англійської ліги й понині її найкращий бомбардир усіх часів.
Два найкращі сезони в історії клуба припали на 1937 та 1977 роки, коли «Слайго Роверз» ставав чемпіоном Ірландії. Крім того 1983 року після фінальної перемоги над «Богеміан» клуб здобув кубок Ірландії (FAI Cup). 1994 року команда виграла другу лігу та щит першого дивізіону і вдруге здобула кубок Ірландії, обігравши у фіналі «Деррі Сіті». Восени 1994 року клуб виступив у Кубку володарів кубків, обійшовши у першому раунді мальтійську Флоріану. В наступному раунді «Слайго Роверз» зіграв проти бельгійського «Брюгге», програвши обидва матчі 1:2 (вдома) та 1:3 (на виїзді).
В суботу 12 листопада 2005 «Слайго Роверз» розійшовся нічиєю 0:0 з «Атлон Тауном», завдяки чому виграв другу лігу і вперше за шість років повернувся у найвищий дивізіон. 2006 року клуб дійшов до півфіналу кубка Ірландії. Попри те, що в ході сезону клуб покинув тренер Шон Коннор, «Слайго Роверз» фінішував на цілком задовільній п'ятій позиції.
2010 року клуб здобув бронзові нагороди чемпіонату Ірландії й водночас виграв кубок ліги Ірландії, отримавши право на участь у лізі Європи. Першим суперником команди випала полтавська «Ворскла».

## Вболівальники

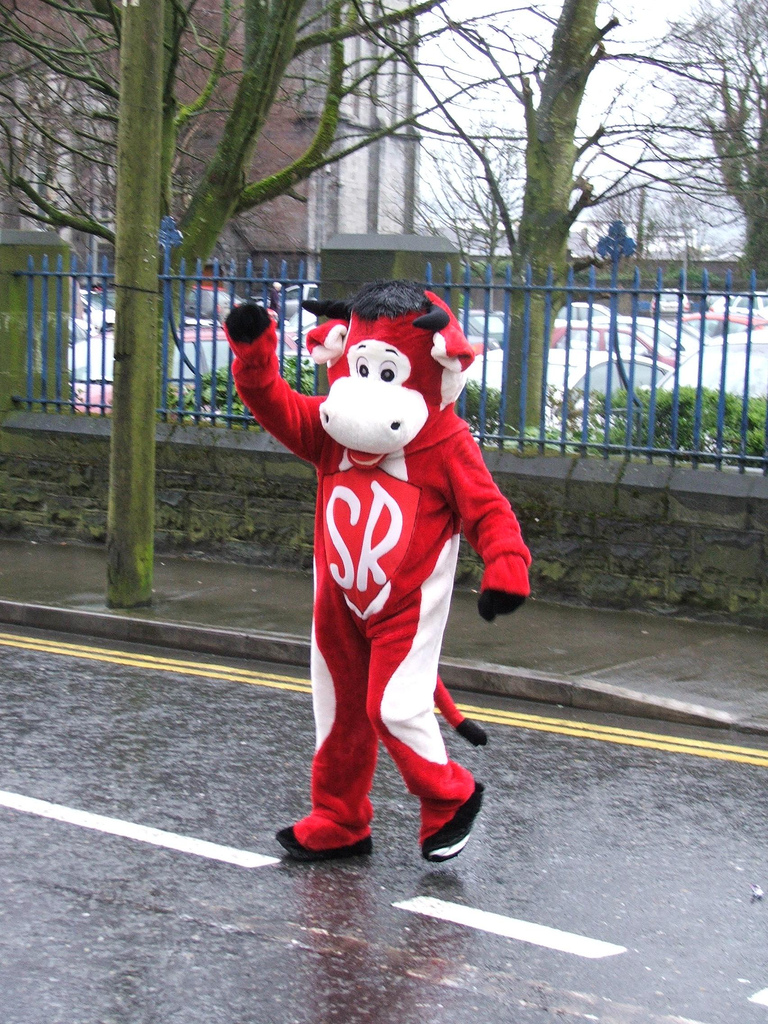
Талісман клубу

З часу заснування клуб мав чимало прихильників як у рідному Слайго, так і загалом у північно-західному регіоні, де «Слайго Роверз» є провідною футбольною командою з часів її проходу до ліги Ірландії. Середня відвідуваність домашніх ігор становить 1800 осіб (домашній стадіон вміщує 6000 глядачів, з них 3000 — сидячі місця). Клуб має чимало шанувальників, що працюють на залучення коштів для клуба, зокрема Bit O'Red Supporters Trust, які останнім часом намагалися запустити кілька інноваційних зборів коштів, аби допомогти клубу в довгостроковій перспективі.
Іншими відомим клубами прихильників команди є The Dublin Supporters Club (DSC), а також South Sligo Supporters Club та North Sligo Supporters Club. Останні двоє проводять збори коштів у своїх частинах міста (північній та південній), регулярно організовуючи автобусні поїздки на домашні (для тих, хто мешкає за межами міста) та виїзні ігри команди. Найвідомішим ультрас-угрупованням є Forza Rovers, що виникло 2008 року. 
1997 року було опубліковано твір There's Only One Red Army журналіста та письменника Еймонна Свінні.

## Єврокубки
| Сезон   | Змагання                                      | Країна     | Суперник      | Рахунок        |
| ------- | --------------------------------------------- | ---------- | ------------- | -------------- |
| 1977–78 | Кубок європейських чемпіонів Перший раунд     |            | Црвена Звезда | 0-3, 0-3 (0-6) |
| 1983–84 | Кубок володарів кубків Перший раунд           | Фінляндія  | Гака          | 0-1, 0-3 (0-4) |
| 1994–95 | Кубок володарів кубків Кваліфікаційний раунд  | Мальта     | Флоріана      | 2-2, 1-0 (3-2) |
|         | Кубок володарів кубків Перший раунд           | Бельгія    | Брюгге        | 1-2, 1-3 (2-5) |
| 1996    | Кубок Інтертото Груповий етап                 | Нідерланди | Геренвен      | 0-0            |
| 1996    | Кубок Інтертото Груповий етап                 | Норвегія   | Ліллестрем    | 0-4            |
| 1996    | Кубок Інтертото Груповий етап                 | Франція    | Нант          | 3-3            |
| 1996    | Кубок Інтертото Груповий етап                 | Литва      | Каунас        | 0-1            |
| 2009–10 | Ліга Європи УЄФА Перший кваліфікаційний раунд | Албанія    | Влазнія       | 1-2, 1-1 (2-3) |
| 2011–12 | Ліга Європи УЄФА Третій кваліфікаційний раунд | Україна    | Ворскла       | 0-0, 0-2 (0-2) |

## Досягнення
- Чемпіон Ірландії (3) : 1936/37, 1976/77, 2012
- Срібний призер Чемпіонату Ірландії (3) : 1938/39, 1950/51, 2011
- Володар Кубка Ірландії (5) : 1982/1983, 1993/1994, 2010, 2011, 2013
- Володар Кубка ірландської ліги (2) : 1998, 2010